# Cráter Shiva

Situación de los puntos calientes de la superficie terrestre, al este de Madagascar, el punto caliente de Reunión.

El cráter Shiva es una estructura del fondo oceánico situada bajo el océano Índico, al oeste de la ciudad de Bombay (India). Fue descubierto en 2002 por el paleontólogo indio Sankar Chatterjee, quien lo llamó Shiva en honor al dios hinduista de la destrucción y el renacimiento. 
Su edad está estimada en unos 65 millones de años, por lo que su formación coincide con la de varios cráteres de impacto y con la extinción masiva del Cretácico-Terciario. Tiene una longitud de unos 600 km y una anchura de unos 400 km, si bien su aspecto ha cambiado mucho desde su formación debido a la expansión del fondo oceánico. Dadas estas dimensiones, si se confirma su origen extraterrestre, debió ser causado por un asteroide de unos 40 km de diámetro (unas cuatro veces mayor que el que originó el cráter de Chicxulub, en el golfo de México).
El complejo de Shiva da soporte a la teoría de que la causa de la extinción del Cretácico-Terciario fue la fragmentación de un asteroide masivo, cuyos trozos golpearon la Tierra en diferentes lugares; a lo cual se conoce como la "teoría de los múltiples impactos".
De momento, solo el de Chicxulub ha podido ser confirmado.
Durante la extinción del Cretácico-Terciario, la India estaba situada en el punto caliente de Reunión. De confirmarse el impacto, este evento habría causado que el material incandescente del manto terrestre ascendiese a la superficie, cubriendo de lava gran parte de la actual India, creando lo que se conoce como la meseta del Decán (véase Traps del Decán), que cubre la mayor parte del sur del subcontinente indio. Se ha sugerido que tanto el cráter como la meseta del Decán son la causa de las grandes reservas de petróleo y gas existentes hoy en la zona.

## Morfología

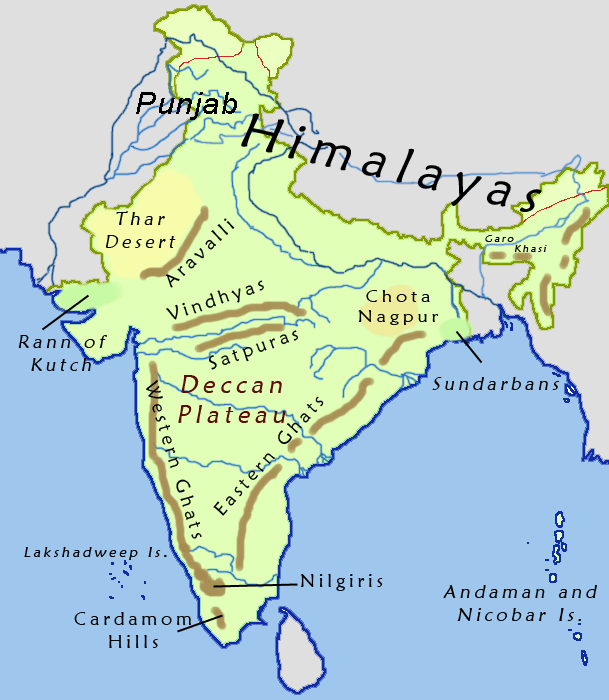
Localización de la meseta del Decán.

A diferencia de otros muchos cráteres de impacto, el complejo de Shiva tiene forma de lágrima, de unas dimensiones de unos 600 km por 400 km, siendo extrañamente rectangular. Chatterjee atribuye como causa el bajo ángulo de acercamiento y al hecho de que el punto de impacto coincidió con una frontera entre dos fallas. También otros investigadores han señalado como causa de su forma la presencia de una falla. Al igual que otros cráteres de tamaño similar, en el complejo Shiva aparecen anillos concéntricos que presentan un aro hundido exterior y una aguja central.
La edad del cráter se ha deducido de la edad de la meseta del Decán, la cual contiene cantidades relativamente altas de iridio (un elemento extremadamente raro en la corteza terrestre pero más común en asteroides). El cráter también contiene cantidades por encima de la media de rocas alcalinas fundidas, cuarzo de impacto y óxido de hierro mezclado con iridio. Este tipo de rocas y características sugieren como origen un impacto. Además, el grosor del límite K/T en la zona es de un metro, muy superior al registrado en otras zonas del mundo. Asumiendo que la capa de arcilla está formada por los restos de depósitos diseminados de los restos del impacto, el espesor de la capa sugeriría que se produjo cerca de la India.

## Extinción masiva

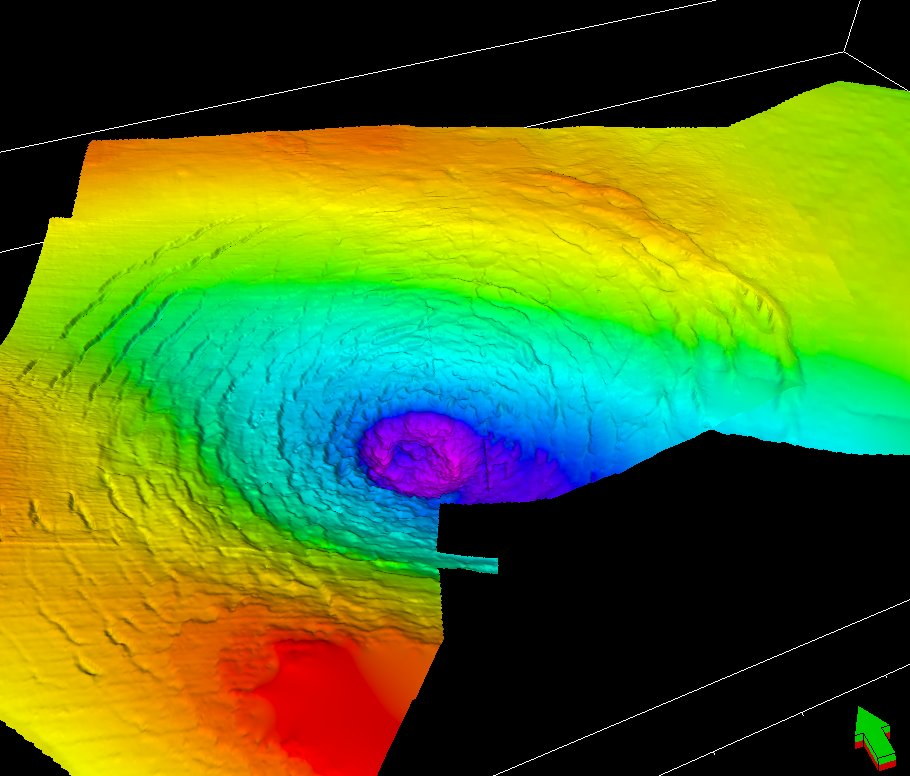
Mapa trdimensional del cráter Silverpit, en el mar del Norte.

El descubrimiento del cráter Shiva y de otros complejos como el de Chicxulub de características similares ha llevado a la hipótesis de que se sucediesen múltiples impactos en ese período, lo que causó un evento de extinción masiva al final del Cretácico. Según otras teorías, el impacto de Chicxulub habría sucedido demasiado pronto como para causar esta extinción, que según los registros fósiles pudo desarrollarse en el transcurso de varios millones de años.
De confirmarse su condición de cráter de impacto, el evento que dio lugar a la formación Shiva habría sido lo suficientemente grande como para causar por sí solo la extinción masiva.
Chatterjee confía en la existencia de múltiples impactos, siendo Shiva uno más de ellos, habiendo afirmado que "la extinción del K/T fue definitivamente un escenario de múltiples impactos"
Otros científicos dudan tanto de la hipótesis del impacto múltiple como de que el complejo de Shiva sea en efecto un cráter. Por ejemplo, un artículo de 2008 de la revista Nature sugería que el cráter Silverpit (en el mar del Norte), otro de los relacionados con la teoría de los múltiples impactos, era en realidad una dolina.